# Manuela Michalak
Manuela Anna Michalak (ur. 28 kwietnia 1974 w Poznaniu) – polska ekspert ds. przedsiębiorczości i wsparcia biznesu, samorządowiec, wcześniej celebrytka i prezenterka telewizyjna. Uczestniczka reality show Big Brother (2001).

## Życiorys
W 1998 otworzyła salon fryzjerski „Estilo De Manuela” w Luboniu. W 2001 zajęła drugie miejsce w finale pierwszej polskiej edycji reality show Big Brother. Po zakończeniu programu razem z pozostałymi uczestnikami Big Brothera wystąpiła w dwóch filmach Jerzego Gruzy: Gulczas, a jak myślisz... (2001) i Yyyreek!!! Kosmiczna nominacja (2002). Przez trzy lata współprowadziła program TVN Maraton uśmiechu. Pojawiała się także gościnnie w serialu Wawa Non Stop (2013).
W 2001 została członkinią Unii Wolności. Zajmowała się handlem paramedykamentami. 7 października 2022 została powołana na ekspertkę ds. przedsiębiorczości i wsparcia biznesu Instytutu Kaliskiego, a 20 kwietnia 2023 awansowała na stanowisko wiceprezesa Zarządu IK i przewodniczącej Rady Eksperckiej funkcjonującej przy IK.
W wyborach parlamentarnych w 2023 kandydowała do Senatu z listy Bezpartyjnych Samorządowców w okręgu 95. W wyborach samorządowych w 2024 z listy lokalnego komitetu została wybrana na radną miasta Luboń.

## Życie prywatne
26 grudnia 2002 wyszła za Tomasza Jabłońskiego.